# Бойник Анатолій Борисович
Анато́лій Бори́сович Бо́йник (2 березня 1949 — 10 вересня 2021) — український фахівець в царині механіки, доктор технічних наук (2003), професор (2003).

## З життєпису
1976 року закінчив Харківський інститут інженерів залізничного транспорту, де й працює від 1977 року. Протягом 1981—2002 років — асистент, старший викладач, доцент, професор.
Напрями наукової діяльності:
- дослідження та розробка систем залізничної автоматики,
- дослідження щодо автоматики, зв'язку та телемеханіки на залізничному транспорті
- автоматичні системи керування загороджувальними пристроями

Є автором 172 наукових праць й навчально-методичних розробок, в тому числі 3 монографії, 1 підручник, 5 навчальних посібників. Зареєстровано 27 авторських свідоцтв.

### Серед робіт
- «Промислове телебачення Харківського метрополітену», 2002, у співавторстві з С. Е. Половцем
- «Діагностування та прогнозування стану систем залізничної автоматики», 2002
- «Комплексний метод оцінки безпеки переїздів», 2002
- «Безпека залізничних переїздів», 2003
- «Збірник нормативних документів з безпеки руху поїздів на магістральному залізничному транспорті України», навчальний посібник, 2003, у співавторстві
- «Principles of railway crossing signaling control using satellite systems of navigation», 2003, у співавторстві.